# Kung-ekoka
El kung-ekoka és una llengua khoisànida que es parla a Namíbia, a Angola i a Sud-àfrica. Entre ambdós estats hi ha un total de 6.899 kung-ekoka-parlants. El codi ISO 639-3 és knw.
Hi ha trossos de la Bíblia escrits en Kung-Ekoka, dels anys 1975 i 1980.

## A Namíbia
A Namíbia hi ha 1.757 parlants de kung-ekoka, a la regió d'Okavango i al Territori d'Ovamboland. A Namíbia es parla el dialecte akhoe.

## A Angola
A Angola hi ha 1.642 parlants de kung-ekoka.